# Orbiter Space Flight Simulator
Orbiter Space Flight Simulator, eller blot Orbiter, er et gratis program der simulerer rumfart med både realistiske rumfartøjer som f.eks. rumfærgen Atlantis, samt en række mere futuristiske fartøjer. Programmet er udviklet af Dr. Martin Schweiger, som udsendte den første version af programmet den 27. november 2000, og siden da har udsendt flere forbedrede versioner, senest release 060504 den 4. maj 2006.

## Rumfarts-simulation
Orbiter er udtrykkeligt en simulator, og ikke et computerspil i klassisk forstand; modsat egentlige spil er der ikke noget "plot", "mål" eller en bestemt handling at følge. Programmet tilstræber med størst mulig realisme at gengive "situationen" for piloten i en rumfærge eller et af de andre tilgængelige fartøjer: Hvis ellers brændstof, motorydelse og den "virtuelle pilots" evner indenfor navigation i rummet rækker til det, kan man i Orbiter flyve til og fra vort solsystems otte planeter (Pluto samt kometer og småplaneter (asteroider) er ikke med i Schweigers "originale" version, men kan nemt tilføjes). Dette kræver en vis indsigt i himmelmekanik og de fysiske love der bestemmer hvordan "ting" (herunder rumfartøjer og himmellegemer) bevæger sig.
Man kan have talrige rumfartøjer "i brug" på én gang i samme simulation, og visse af fartøjerne har særlige porte for sammenkobling ("docking") med andre fartøjer. Både Den Internationale Rumstation og Mir er taget med i programmet, så man f.eks. kan flyve forsyninger til en rumstation, eller redde astronauter fra et "strandet" fartøj. Fartøjer med vinger, f.eks. rumfærgen, betjenes som en "rigtig" flyvemaskine når de bevæger sig i en tilstrækkelig tæt atmosfære (som f.eks. Jordens), og visse "rumhavne" i programmet råder over landingsbaner i stil med dem der findes i "almindelige" lufthavne.

## Planetarie-funktionalitet
Selv om programmet råder over en database med over 100.000 stjerner, bruges denne kun til at vise en stjernehimmel som "baggrund" — selv om man indførte et fartøj egnet til interstellare rejser, kan man ikke flyve fra Solsystemet til en af de mange stjerner i databasen. Til gengæld kan man få vist himlen i en særlig slags "planetarium-form", hvor der er trukket streger og sat navn på stjernebillederne, og eventuelle planeter og måner frehævet og forsynet med "navneskilt". Og da man i Orbiter kan vælge at "se verden" fra en fast position på Jordens eller en anden planets overflade, kan programmet også bruges som et planetarium der viser himlen fra et valgfrit observationspunkt på et valgfrit tidspunkt. Selv solformørkelser indtræffer de samme steder og tidspunkter som i den virkelige verden.
Planetarie-funktionen i Orbiter omfatter også markører på overfladen af planeter og måner; f.eks. er Cape Kennedy og andre installationer på Jorden markeret. Man kan desuden tilføje sine egne brugerdefinerede markeringer af bestemte steder på planet- og måneoverflader og på himmelkuglen.

## Tilføjelser
Orbiter er i sig selv closed source, dvs. mens man kan downloade det færdige, "køreklar" program er der ikke fri adgang til Schweigers kildekode til Orbiter. Til gengæld er programmet indrettet så det nemt kan udvides med nye rumfartøjer, "skræddersyede" instrumenter, nye "rum-havne" og andre ting. En lang række brugere af Orbiter har skabt en mængde sådanne "add-ons", især historiske fartøjer fra tiden med rumkapløbet mellem USA og Sovjetunionen, men også et "lyd-plugin" (Schweigers originale Orbiter har ikke lyd).